# Małgorzata Kościelniak
Małgorzata Kościelniak (ur. 14 sierpnia 1973 w Otwocku) – polska dziennikarka radiowa i telewizyjna, piosenkarka.

## Życiorys
Studiowała na Wydziale Dziennikarstwa i Nauk Politycznych Uniwersytetu Warszawskiego.
Od 1992 roku pracowała w warszawskiej rozgłośni Radia Eska jako prezenterka, a także autorka programów i zastępca szefa muzycznego. W 2001 przeniosła się do Krakowa, gdzie zaczęła pracę w RMF FM. Od kwietnia 2001 do października 2010 prowadziła tam pasma: przedpołudniowe, popołudniowe i wieczorne. Od maja 2011 do września 2012 była redaktorką naczelną regionalnego Radia Weekend z siedzibą w Chojnicach. Od czerwca 2014 do  maja 2016 pracowała w Radiowej Jedynce, gdzie była gospodynią „Muzycznej Jedynki” i „Muzyki nocą”, prowadziła też „Lato z Radiem Extra” oraz weekendowe popołudniowe pasma programowe. Od maja 2016 do września 2017  była prezenterką Radia Zet Gold, razem z Pawłem Chowańcem prowadziła program „Otwarte od 15”, a następnie została gospodynią pasma „Największe przeboje wszech czasów”. Od września 2017 prowadzi w dni powszednie program „Twój dzień z Melo”  w Meloradiu.Od września 2024 roku prowadzi program w dni powszednie "Złoty środek dnia" w Radio Złote Przeboje
W latach 2005–2006 prowadziła program „TiVi Sekcja” w TV4. W latach 2006–2007 była felietonistą miesięcznika Sukces. Jesienią 2005 pojawił się nakładem wydawnictwa „Sonia Draga” zbiór jej felietonów pod tytułem „Siedem dni”. W 2006 zagrała z Pawłem Delągiem w filmie Ja wam pokażę!, kreując tam rolę dziennikarki radiowej – przyjaciółki głównego bohatera.
Od 2000 roku współpracowała z zespołem Ananke. W 2005, podczas tournée po Irlandii nagrała z Jonem Sandersem i składem międzynarodowych muzyków płytę Latitudes. 8 maja 2006 miała miejsce premiera płyty SomeOne, nagranej wspólnie przez Małgorzatę Kościelniak i zespół MishaLuckBand, który został powołany do życia przez puzonistę Marka Michalaka.